# 팍티야주
팍티야주(Paktiyā Velāyat, 파슈토어: د پکتيکا ولايت, 다리어: ولایت پکتیکا)는 아프가니스탄 남동부에 있는 주이다. 남부가 호스트주로 분리되었기 때문에, 면적이 6,431.75 km2로 작아졌다. 인구 529,900명(2004년), 주도는 가르데즈(Gardez).

## 같이 보기
- 아프가니스탄의 주
- 파크타족